# Dianthus lanceolatus
Dianthus lanceolatus är en nejlikväxtart som beskrevs av John Stevenson och Reichenb. Dianthus lanceolatus ingår i släktet nejlikor, och familjen nejlikväxter. Inga underarter finns listade i Catalogue of Life.